# Liste altrussischer Chroniken
Altrussische Chroniken sind:
- Nestorchronik, 1113/18
- Nowgoroder Chronik
- Radziwiłł-Chronik, 13. Jahrhundert
- Galizisch-Wolhynische Chronik, 13. Jahrhundert
- Hypatiuschronik
- Twerer Chronik
- Sophienchronik
- Wosskressenskij-Chronik
- Dritte Nowgoroder Chronik
- Vierte Nowgoroder Chronik

- Laurentiuschronik
- Nikonchronik, um 1530/1575
- Joachimschronik, erstmals veröffentlicht 1768, Echtheit unsicher

Die Nestorchronik ist Grundlage fast aller Chroniken (außer Jakob Tschernorisez, Erste Nowgoroder Chronik) und wurde entweder wörtlich übernommen (Laurentiuschronik, Radziwiłł-Chronik) oder zumindest inhaltlich verwendet.